# Yumbel (ort)
Yumbel är en ort i Chile.   Den ligger i provinsen Provincia de Biobío och regionen Región del Biobío, i den södra delen av landet, 400 km söder om huvudstaden Santiago de Chile. Yumbel ligger 105 meter över havet och antalet invånare är 11 111.
Terrängen runt Yumbel är huvudsakligen platt, men åt sydväst är den kuperad. Närmaste större samhälle är Cabrero, 15,6 km nordost om Yumbel.
I omgivningarna runt Yumbel växer huvudsakligen savannskog. Runt Yumbel är det ganska glesbefolkat, med 43 invånare per kvadratkilometer.